# ロナルド・ドウォーキン

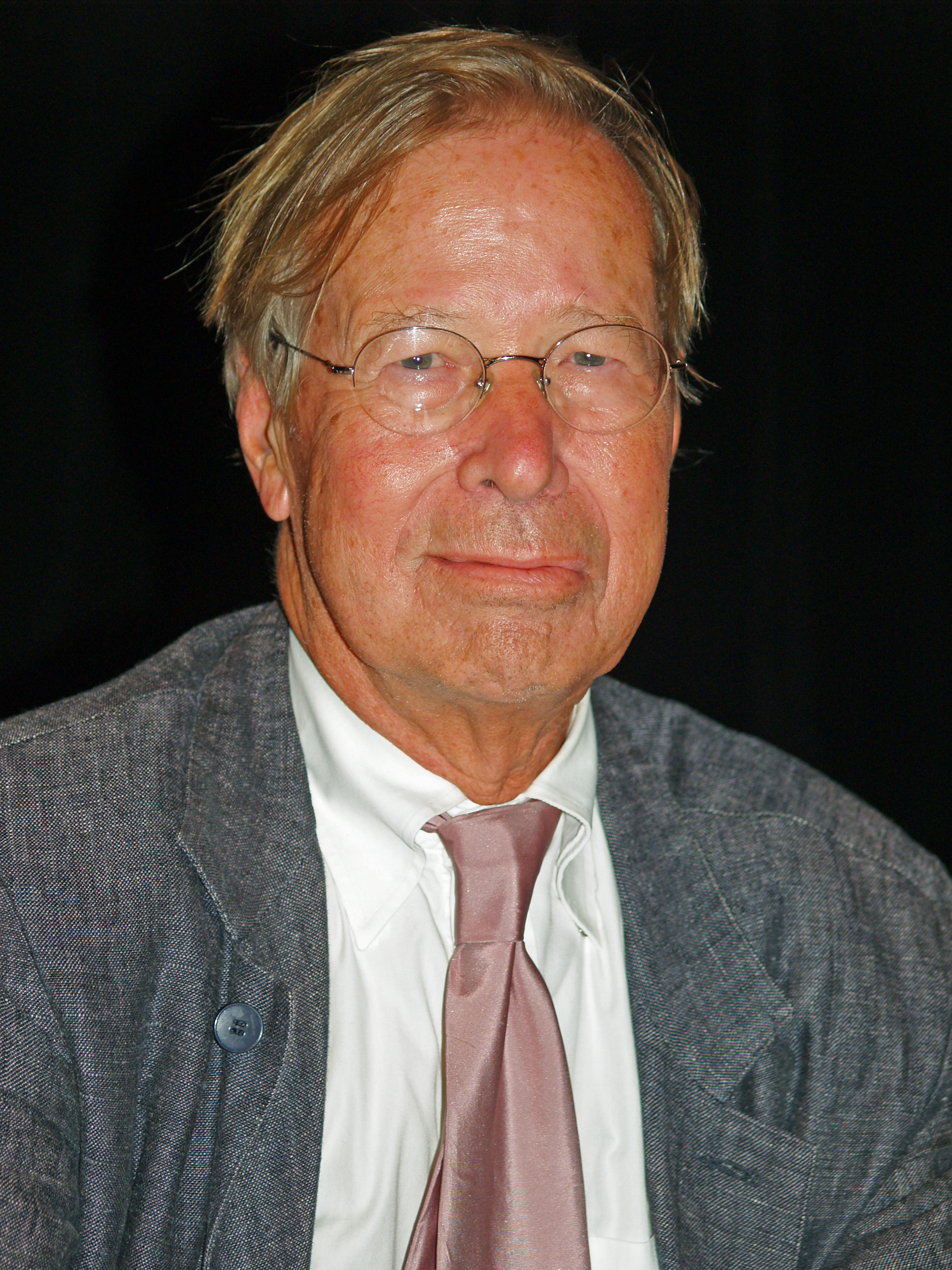
ロナルド・ドウォーキン (2008)

ロナルド・ドウォーキン（英語: Ronald Myles Dworkin、1931年12月11日 - 2013年2月14日）は、アメリカ合衆国の法哲学者である。晩年はユニヴァーシティ・カレッジ・ロンドン法学部および、ニューヨーク大学法科大学院の教授であった。
法哲学と政治哲学の分野に対する貢献によって知られている。「純一性としての法'law as integrity'」理論は、法の本性についての現代の主導的な理解の一つである。

## 来歴
ウースター (マサチューセッツ州)に生まれ、ハーバード大学で学び、ローズ奨学生としてオックスフォード大学モードリン・カレッジ（Magdalen College）に学ぶ。オックスフォード大学の指導教授はルパート・クロス（Rupert Cross)。ハーバード大学法科大学院へと進み、合衆国控訴裁判所において名高いラーニド・ハンド判事（Learned Hand）の法律書記を務めた。ハンド判事は後にドウォーキンを、自身の元でかつて働いた法律書記の中で最も聡明な者と評し、ドウォーキンはハンド判事について、深く影響を与えてくれた師であると回想する。ニューヨークの有名な法律事務所、サリバン・アンド・クロムウェル（Sullivan & Cromwell）で働いた後、イェール大学教授に就任し、ウェスリー・ニューコーム・ホーフェルド（Wesley Newcomb Hohfeld）講座教授の職位を得た。
1969年、ドウォーキンはハーバート・ハートの後任として、オックスフォード大学法学部教授として指名され、またオックスフォード大学ユニバーシティ・カレッジ（University College）の特別研究員として選出された。オックスフォード大学を退職した後、ユニヴァーシティ・カレッジ・ロンドン法学部のクアイン講座教授となり、続いてベンサム講座教授に就任した。1970年代後半からはニューヨーク大学法科大学院のフランク・ヘンリー・ゾンマー講座教授、同学哲学部教授でもあった。2007年ホルベア賞受賞。
2013年2月14日、白血病のためロンドンで死去した。81歳没。

## 原理としての法とルールとしての法
ドゥウォーキンは法実証主義の最も重要な批判者であり、考えうるありとあらゆるレベルの法実証主義者の理論を拒絶する。ドウォーキンは法の実在や内容に関するいかなる一般理論をも受け入れない。ある法について、その効果に言及することなしにでも、特定の法体系に依拠するならばそれを同定できるということを否定する。また彼は、法実証主義の全体的、慣習的な見方をも否定する。ドウォーキンにとって法理論とは、事案がいかに決定されるかという方法についての理論であり、それは政体による説明によって成立するのではなく、政府による政府の懸案に対する強制力の行使を抽象的、理想的に制御することによって成立するのである。
ドウォーキンは、ハーバート・ハートの実証主義に対する批判によってよく知られており、著書『法の帝国』の中でその批判を全面的に繰り広げている。ドウォーキンの理論は「解釈主義」と呼ばれ、法とはなんであれ、法体系の慣習的な歴史を構成的に解釈した後に得られるもの、とする。
ドウォーキンは、人々が大事に抱いている倫理的原則はしばしば誤っており、時には、歪められることによって「ある種の犯罪には受け入れられるものがある」とまで解釈されうる、と論じる。法廷はこれらの原則を見出し、適用するために、過去の法の実用を最もよく説明し正当化するような解釈を生み出そうとする視点から、法的な与件（立法過程や判例など）を解釈する。この場合、解釈が有意味なものとなるように、「純一性としての法'law as integrity'」という考え方に従わなければならない、とドウォーキンは論じる。
法がこのような意味で「解釈による」ものであると考えるドウォーキンは、人々の法的権利が云々される状況においては、解釈は「正しい答え理論（the right answer thesis）」にかかわらざるを得ない、と考える。また彼は、そのような難しい判断においては、裁判官に自由裁量権はないとする。
ドウォーキンの法原則は、ハートの「承認のルール'Rule of Recognition'」とも関係している。ドウォーキンは、ハートが言うような、法体系において他の法を有効と認定するような上位規則、という考えに反対する。その根拠は、有効と認定する過程は皆が納得するようなものでなければならないのに、人々には、正しく法的な結果が正当な異議に対して開かれているような場合でさえ法的権利があるからである。
ドウォーキンは、実証主義による法と倫理の区分に与せず、伝統的な自然法が仮定するように、法と倫理は存在論的な意味でなく認識論的な意味において関係し合っている、と考える。

## 正解テーゼ
「神に対して冒涜的な契約については、今後無効とする」という法案が立法過程を通過したとしてみよう。社会は、日曜日（安息日）に取り結ばれた契約は、それだけで神に対して冒涜的なのかどうか、ということに関して分裂するであろう。立法者のうちでこの問題を考えて投票した者はほとんど無く、果たしてその法をそのように解釈すべきなのかどうかについて同様に分裂している。トムとティムは日曜日にある契約を結んでしまったため、トムは法の条文を行使してその契約を無効にしようとティムを訴えたが、ティムはその法の実効性に異議をとなえる。正しい答えはどれかということについて社会が深刻なまでに分裂している状況においてでも、裁判官はトムの契約が有効かどうかについて正しい答えを求めるべきだろうか。あるいは、正しい答えなんてない、と言うほうがより現実的なのだろうか(Dworkin, 1978)。
興味深く、そして議論を呼ぶことに、ドウォーキンは大抵の法的事案に関して唯一の正しい答えがある、と主張する。彼はハーキュリーズという、極めて賢明であらゆる法源を知り、また十分に考える時間をもった理想的な判事のメタファーを用いる。法は縫い目の無い網であるとの前提に立つならば、ハーキュリーズはどんな事案を決定するに際しても、全体としての法（純一性としての法）を最も網羅し正当化するような理論を構築しなければならない。ドウォーキンによれば、ハーキュリーズは常に唯一の正しい答えにたどり着くだろうと言われる。
ドウォーキンは、ある事案に対してなにが解決と呼ばれるかということについて、有能な法律家達の間でさえしばしば意見が一致しないということは否定しない。むしろ、法律家達はハーキュリーズが出したその答えに同意しないだけなのである。
ドウォーキンの指摘によれば、実定法（すなわち、法実証主義にいう法源）が欠缺や矛盾にあふれているだけでなく、他の（原則を含む）法的基準もまた、ハードケースを解決するのに不十分であるとされる。それらのうちのいくつかは通約不可能であって、そのような状況においてはハーキュリーズでさえもジレンマに陥り、どのような答えも正しいものではないだろう、という。
ドウォーキンは、次のように言うことによって自身の立場を擁護している。すなわち、判事達であれ、一般の人間と大差ないのであって、通約不可能な選択肢や価値の間で自分達の進む道を見つけるのである、と。また、我々がすでに手にしている規則や原則が互いに衝突した場合、常に他の規則や原則を見出すことが可能なのである、と。しかしながら、互いに通約不可能な倫理基準や原則に関する同様の反論が、その過程で見出されるさらなる原則や規則に対してもあてはまるだろう。つまり、常にさらなる原則や規則を考慮に入れることができるという主張は、そのようなさらなる原則がどのようなものかということを一切説明しないのであり、全能の判事であるハーキュリーズの手になる法解釈もいつかは（正しい答えに至った時点で）終わる、ということである。実際、ドウォーキンの主張からは正反対の結論もまた導き出されうるのである。すなわち、全能なるものの導きにしたがって法解釈を続けていくと、永遠に終点にたどり着かないのである。それゆえ、ハーキュリーズをもってしても、ある時点での「正しい」答えは得られるかもしれないが「最終的な」正しい答えにはたどり着かないだろうと思われるのである。あるいは、どのように進むべきかということを教えてくれるものは皆無であるということになる。
ドウォーキンのハーキュリーズのメタファーは、ロールズの「無知のヴェール」やハーバーマスの「理想的発話状況」と似ているところがある。彼らはみな、いくらかでも有効性のある規範的な命題にたどり着くために、理想的な方法を提示しているのである。そのなかでもロールズの例の特徴は、純粋に理想的な事柄と実際的な事柄を同じ地平で見ようとしていることにある。例えば、民主主義的な社会における政治との関連で言えば、次のような物言いをする。すなわち、権力者達は、反対する立場にいる人々を、自分達が反対する立場に回ったときに望む形で取り扱わなければならない。なぜなら、権力者達が現在とっている立場は、将来の政治情勢における自分達の立場をなにも保証しない（不可避的に反対する立場に回らなければならない時がくる）からである。他方で、ドウォーキンのハーキュリーズは純粋に理想的なものである。すなわち、そのような人が存在したならば、彼はあらゆる倫理的なジレンマの中でも正当にたどり着くであろう、というようなものなのだ。
ドウォーキンは、正解テーゼによって懐疑論、すなわち法的倫理的なジレンマに対しては正しい答えを決定することはできない、とする議論に攻撃を加えた。ドウォーキンの反懐疑論は次のようなものである。すなわち、懐疑論者の主張の性質は根本的には、実質的な倫理主張の性質と類比的である。実質的な倫理主張とは、法的倫理的ジレンマの真偽は決定できないと主張することによって、事物のあり方に関する存在論的な主張を避けつつ、倫理的な主張をすることによって、特定の個人の損害と引き換えに法的倫理的問題を解決しようとするが、認識論的な不確実性という面から見て、それは正しくない、という主張である。

## 平等の理論
ドウォーキンはしばしば「何の平等かの議論」と呼ばれるようなもの対しても重要な貢献をなしてきた。
『平等とは何か』（原題は'Sovereign Virtue'）のなかで彼は「資源の平等'Sovereign Virtue'」と呼ぶ理論を擁護している。この理論は二つの考え方を結びつけたものである。大まかに言えば、一つ目は、人間は自分が生活のなかで選び取ることに対して責任を負う、という考え方である。二つ目は、知性や才能の生まれながらの天分はモラル・ラックであり、社会資源の分配に影響させるべきではない、という考え方である。ドウォーキンによる他の著作と同様に、彼の平等の理論は核となる原則、すなわち、社会の構造上全ての個人は平等な気遣いと敬意を受ける権利を授与されている、という原則によって支えられている。ドウォーキンの平等の理論は、いわゆる運の平等主義の一形態である。徳法学も見よ。
「価値は衝突するか―ハリネズミ試論」という論文の中でドウォーキンは、自由という価値と平等という価値は必ずしも衝突しないと主張している。彼はアイザイア・バーリンによる「差が無い'flat'」という平等概念を批判し、新しく「動的な」自由概念を提出し、殺人を犯すことが許されていないからといって自由を侵害されている、ということが言えないとしている。しかるに、悪いことができないというときには自由を侵害されている、と言えない、ということである。このように考えるならば、自由とは、我々が他人の権利を侵害しようと思わないことに関してのみいえることなのである。しかしながら、バーリンであれば、ドウォーキンは「積極的自由」概念のうちのひとつを規定したに過ぎない、と指摘するであろう。このように自由を「正しい」「誤っている」などのなんらかの価値によって定義し、価値に関わらない「消極的自由」を排除しようとすることは、バーリンが警鐘を鳴らしたような、20世紀の全体主義的な悪夢へと直結した形式でのやり方である。ドウォーキン自身の考えは高潔で悪意の無いものであろうが、「動的な」価値としての自由という概念は、バーリンが「積極的自由」（社会にそもそも備わっているとされる目的によって定義される自由）と名づけたものとほぼ同じものであり、そのように解釈することができてしまうのである。
野心的なバーリン主義者であれば、さらなる批判を向けるかもしれない。すなわち、「差が無い」という自由概念は、殺人の自由を伴わない、ということである。むしろ、殺人は（起きてしまえば）自然的な自由からの帰結にすぎない。殺人を犯すことが許されていないという状況においては、殺人を犯すことが許されていないというだけでなく、（もっと根本的に）拘束されていたり、手錠をかけられていたり、刑務所に入っているなどして、行動することがまったく許されていないという理由で自由が侵害されているのである。そういった理由から殺人が許されていないという事実は、やはり単に自由が侵害されているということなのである。そうであれば、ドウォーキンの議論は深いレベルでの結果主義者'consequentialist'の議論として読み替えることができるかもしれない。

## 公共的議論への参加者
またドウォーキンは、法や基本的人権に関する公共的議論に熱心に参加することでも知られている。またニューヨーク・レビューオブ・ブックス'The New York Review of Books'にしばしば寄稿している。

## 著書

### 単著
- Taking Rights Seriously, (Harvard University Press, 1977).
  - 木下毅・小林公・野坂泰司訳『権利論（1-2）』（木鐸社, 1986年-2001年／増補版, 2003年）
- Law's Empire, (Belknap Press, 1986).
  - 小林公訳『法の帝国』（未來社, 1995年）
- A Matter of Principle, (Clarendon, 1986).
  - 森村進・鳥澤円訳『原理の問題』（岩波書店、2012年）
- A Bill of Rights for Britain: Why British Liberty Needs Protection, (Chatto & Windus, 1990).
- Life's Dominion: An Argument about Abortion and Euthanasia, (Harper Collins, 1993).
  - 水谷英夫・小島妙子訳『ライフズ・ドミニオン――中絶と尊厳死そして個人の自由』（信山社出版, 1998年）
- Freedom's Law: the Moral Reading of the American Constitution, (Oxford University Press, 1996).
  - 石山文彦訳『自由の法――米国憲法の道徳的解釈』（木鐸社, 1999年）
- Sovereign Virtue: the Theory and Practice of Equality, (Harvard University Press, 2000).
  - 小林公・大江洋・高橋秀治・高橋文彦訳『平等とは何か』（木鐸社, 2002年）
- Is Democracy Possible Here?: Principles for a New Political Debate, (Princeton University Press, 2006).水谷英夫訳『民主主義は可能か ― 新しい政治的討議のための原則について』
- Justice in Robes, (Harvard University Press, 2006).
  - 宇佐美誠訳『裁判の正義』（木鐸社, 2009年）
- Justice for Hedgehogs, (Belknap Press, 2011).
- Religion without God, (Harvard University Press, 2013).
  - 森村進訳『神なき宗教: 「自由」と「平等」をいかに守るか』（筑摩書房, 2014年）

### 編著
- A Badly Flawed Election: Debating Bush v. Gore, the Supreme Court, and American Democracy, (New Press, 2002).
- From Liberal Values to Democratic Transition: Essays in Honor of Janos Kis, (Central European University Press, 2004).

### 共編著
- The Legacy of Isaiah Berlin, co-edited with Mark Lilla and Robert Silvers, (New York Review of Books, 2001).